# Veľký Žabí štít
Le Veľký Žabí štít en slovaque ou  Żabi Szczyt Wyżni en polonais est un pic du massif des Hautes Tatras qui appartient aux montagnes des Carpates occidentales. Il est situé sur la frontière entre la Pologne et la Slovaquie et culmine à 2 259 mètres d'altitude.

## Histoire
La première ascension fut réalisée par Janusz Chmielowski, K. Jordán et K. Bachleda en 1905.